# The Fear Collection
The Fear Collection és un segell de cinema de terror espanyol que va anunciar-se el 2020 i va presentar-se de manera oficial en el Festival de Sitges de 2021.
Aquest segell és fruit d'una col·laboració entre la productora d'Álex de la Iglesia i Carolina Bang Pookepsie Films junt amb Amazon Prime Video i Sony Pictures International Productions. El propi Álex de la Iglesia és productor dels projectes d'aquest segell, i és també el coescriptor i director del primer de tots, Veneciafrenia, estrenada en el Festival de Sitges de 2021 i arribant el 26 de novembre d'aquell mateix any als cinemes. Les pel·lícules són distribuïdes als cinemes per part de Sony i agregades posteriorment al catàleg d'Amazon Prime Video en Espanya.
Álex de la Iglesia va declarar que portava anys tractant de realitzar aquest projecte, que té com a objectiu crear una antologia de pel·lícules de terror i suspens amb directors i guionistes amants del gènere.
Fins al moment només s'han estrenat dues pel·lícules amb el segell de The Fear Collection, Veneciafrenia, d'Álex de la Iglesia, i Venus, de Jaume Balagueró. Ambdues pel·lícules van estrenar-se mundialment en el Festival de Sitges l'any de la seva estrena, 2021 i 2022 respectivament, sent en el cas de Venus la pel·lícula inaugural del festival.